# Polyrhaphis fabricii
Polyrhaphis fabricii es una especie de escarabajo longicornio del género Polyrhaphis, tribu Polyrhaphidini, subfamilia Lamiinae. Fue descrita científicamente por Thomson en 1865.

## Descripción
Mide 19-31,75 milímetros de longitud.

## Distribución
Se distribuye por Brasil, Ecuador, Guyana, Guayana Francesa, Perú y Surinam.